# Uiliami Fukofuka
Uiliami Fukofuka, né le 25 février 1948 à Tatakamotonga et mort le 9 juin 2025, est un homme politique tongien.

## Biographie
Né dans une famille de treize enfants, il obtient de très bons résultats lors de son enseignement secondaire puis obtient une licence à l'université d'Auckland en 1969. Il suit ensuite une formation à l'enseignement à l'université de Londres.
Il devient enseignant aux Tonga, et à terme proviseur de l'école publique Tonga High School (en), puis directeur général de l'administration du ministère de l'Éducation.
Jeune homme, il s'intéresse à la politique et sert d'assistant de recherche à l'historien Sione Latukefu pour l'ouvrage de celui-ci The Tongan Constitution: A brief history to celebrate its centenary, livre sur l'histoire de la Constitution des Tonga, paru en 1975. Il co-fonde en 1994 le Mouvement pour les droits de l’homme et la démocratie, mouvement dirigé par ʻAkilisi Pohiva et visant à faire des Tonga -qui sont alors une monarchie autoritaire- une démocratie parlementaire. « Dans les années 1990 », il est député (« représentant du peuple ») de l'île de Tongatapu à l'Assemblée législative des Tonga, mais l'Assemblée a alors des pouvoirs très restreints et est composée majoritairement de représentants de la noblesse tongienne et de personnes nommées par le roi Taufaʻahau Tupou IV.
Il meurt en juin 2025 à l'âge de 77 ans.